# 薩爾沃 (北卡羅萊納州)
薩爾沃（英語：Salvo）是位於美國北卡羅萊納州戴爾縣的普查規定居民點。

## 人口
根據2020年美國人口普查的數據，薩爾沃的面積為2.51平方千米，皆為陸地。當地共有人口308人，而人口密度為每平方千米122.71人。